# 法里尼
法里尼（義大利語：Farini），是意大利皮亚琴察省的一个市镇。总面积112平方公里，人口1523人，人口密度13.6人/平方公里（2009年）。ISTAT代码为033019。

## 友好城市
- 法國 马恩河畔诺让